# 授權資本
授權資本（英語：Authorised capital），即所謂的額定資本（又稱資本總額），是指公司根據章程文件的授权向股东发行的最大股本额。经股东批准，授權资本可以改变。部分授權资本可以不发行。已发行给股东的那部分授權资本被称为公司的已发行股本。一般來說，資本稅就是依照該金額收取。目前学界對授權資本的存廢，有支持與反對兩種立場。如英國律師會（The Law Society）的主流觀點是反對取消，認為如果取消將弊大於利。

## 延伸閱讀
- 曾炳霖：《論資本三原則在實務運作上之存在價值》（東海大學法律學系，2004年）